# Fortim de São Lourenço da Ilha de Moçambique

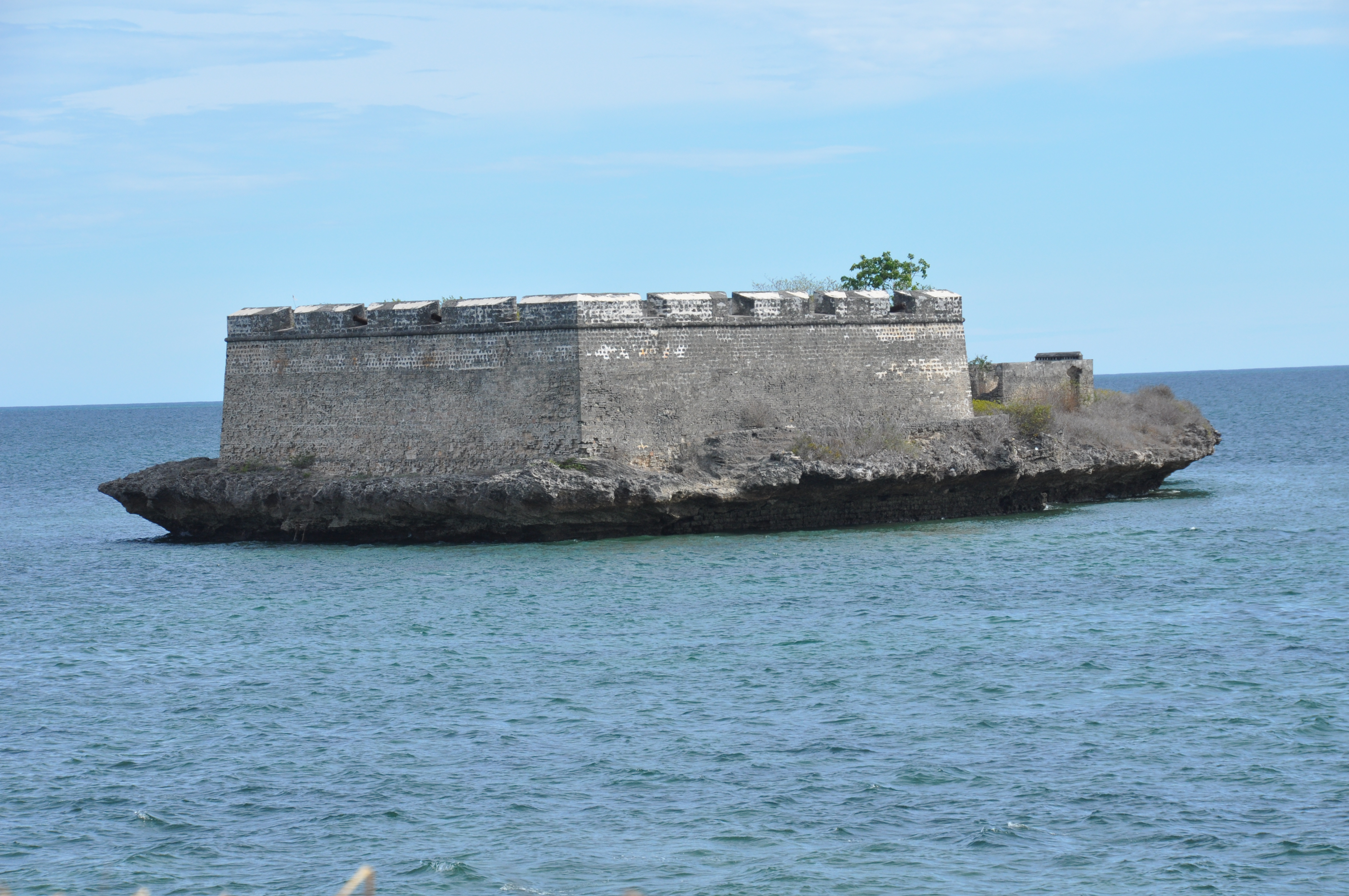
Fortim de São Lourenço

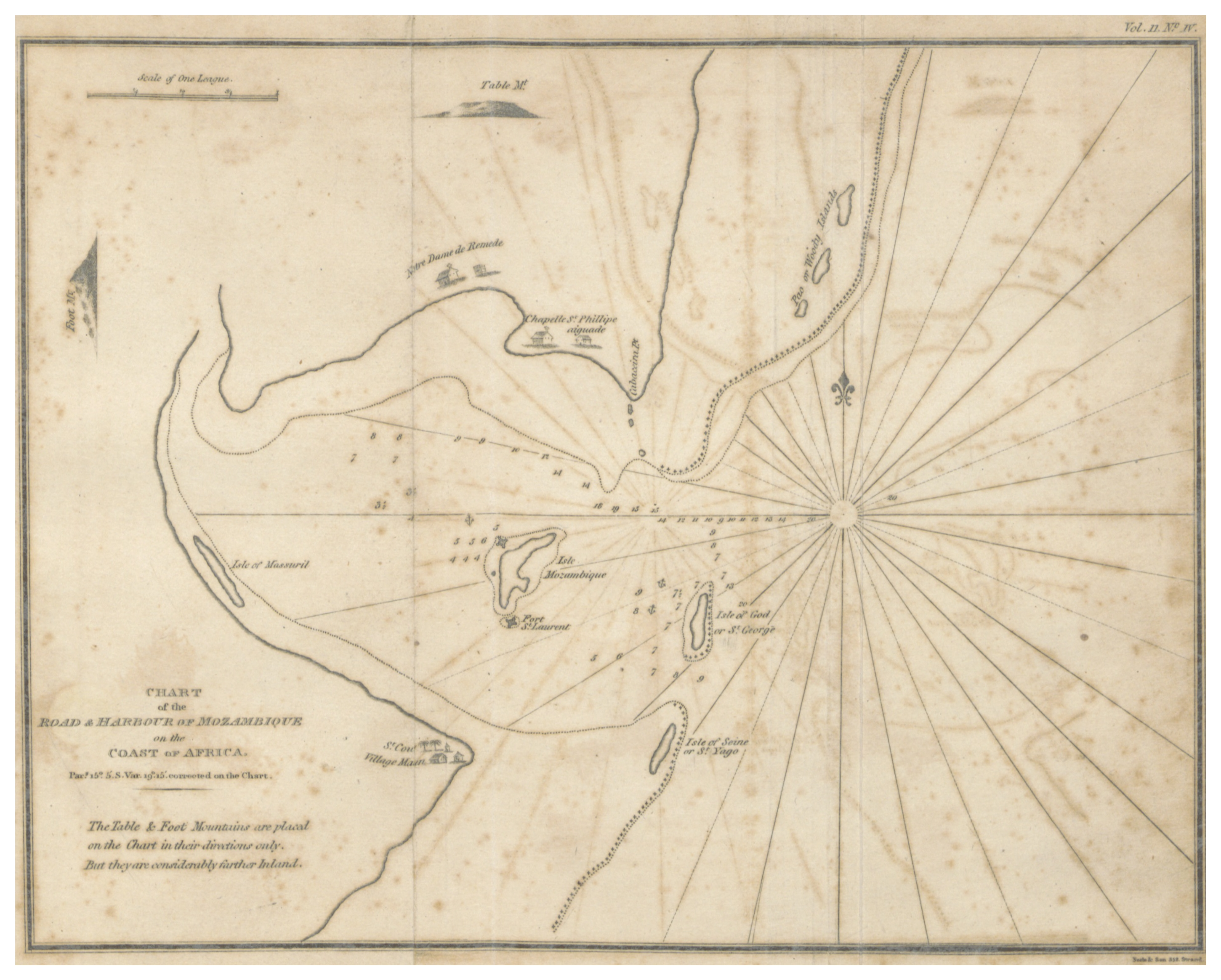
Ilha de Moçambique (1810)

O Fortim de São Lourenço da Ilha de Moçambique localiza-se em um ilhéu vizinho à ilha de Moçambique, na província de Nampula, em Moçambique.

## História
Remonta a uma fortificação erguida entre 1587 e 1589, tendo sido mandada demolir em 1595, por determinação da Coroa Portuguesa. Sobre os seus alicerces, foi erguida uma nova fortificação, cujo traçado é o actualmente existente.
A nova estrutura foi iniciada em 1695, no governo de D. Estevão José da Costa, e foi concluída na primeira década do século XVIII, no de D. João Fernandes de Almeida. Tinha como função a defesa da ponta Sudoeste da entrada do porto de Moçambique, cruzando fogos com a Fortaleza de São Sebastião e com o Fortim de Santo António na Ilha de Moçambique, para o que contava com vinte e duas peças de artilharia.

## Características
Com planta triangular, com dois baluartes, em seu terrapleno erguem-se as dependências de serviço, abobadadas. Dele acedem-se, por rampa, as canhoneiras os baluartes. O Portão de Armas rasga-se na cortina que liga os baluartes.